# Роберто Аккорнеро
Роберто Аккорнеро (нар.. 9 березня 1957 року, м. Івреа, регіон П'ємонт, метрополійне місто Турин, Італія) — італійський актор, що знімається у кінофільмах та телесеріалах, а також майстер дубляжу і озвучування іноземних фільмів.

## Життєпис та творчість
Народився 1957 року в муніципалітеті Івреа у регіоні П'ємонт, метрополійного міста Турин. Не закінчивши коледж почав працювати в театрі у Джана Ренцо Мортео. З 1981 року він розпочав інтенсивну діяльність у радіопрозі, що призвело до міцного партнерства з Альберто Гоцці та Інститутом Барлумена.
Закінчив театральну школу. У кіно дебютував в 1985 році в фільмах «Il diavolo sulle colline» (реж. Вітторіо Коттафі) і «Два життя Матіа Паскаля» (реж. Маріо Монічеллі). Знімався у відомих режисерів — Даріо Ардженто, Маріо Монічеллі, Карлоса Саури.
Популярність завоював після виконання ролі капітана Ілоізі в телесеріалі «Маршалл Рокка / Il maresciallo Rocca» (1996—2005) і Гвідо Геллера в ситкомі «Camera Café» (2007—2008).
У кількох ролях, які він зіграв, була роль батька Анжело Дел'Акка в Міністерстві Івана XXIII: Папа миру і ролі капітана Алоїзі в серії Il maresciallo Rocca.

## Фільмографія
- Il diavolo sulle colline, реж. Вітторіо Коттафаві (1985)
- Два життя Маттіа Паскаля, реж. Маріо Монічеллі (1985)
- Ремейк, реж. Ансано Джаннареллі (1987)
- Мирне повітря Заходу, реж. Сільвіо Солдіні (1990)
- Хто вбив Пасоліні?, реж. Марко Тулліо Джордана (1995)
- Всі ми падаємо, реж. Девід Ферраріо (1997)
- L'educazione di Giulio, реж. Клаудіо Бонді (2000)
- Без сну, реж. Даріо Ардженто (2001)
- Не можемо бути всі наші вини, реж. Карло Вердон (2003)
- Найкращі роки молодості, реж. Марко Тулліо Джордана (2003)
- Дім «Вояж», реж. Клаудіо Бонді (2004)
- I giorni dell'abbandono, реж. Роберто Фаенца (2005)
- Подвійний час, реж. Джузеппе Капотонді (2009)
- Я, Дон Джованні, реж. Карлос Саура (2009)
- Noi credevamo, реж. Маріо Мартоне (2010)
- Вечеря, реж. Івано Де Маттео (2014)
- Медичі. Повелителі Флоренції, реж. Серджіо Міміца-Геззан, Алекс фон Танзельман (2016)
- 1993 — Кожна революція має ціну, реж. Д. Джальярді (2017)
- Чудові Медичі, реж. Серджіо Міміца-Геззан, Алекс фон Танзельман (2018)
- Секта, реж. Роберто де Фео (2019)

## Радіопостановки
- Сем Торпедо (2001) — радіо-постановка — Радіо 3
- La fabbrica di polli (2008) — радіо-постановка — Радіо 3